# Six Pack
 (транскр.  Сикс пек) српска је музичка група из Смедеревске Паланке. Жанровски се сврстава у панк рок и поп панк.

## Историја
Састав Six Pack је основан у октобру 1994. године. Препознатљив по изузетно енергичном, а опет мелодичном начину изражавања, признат због интелигентних текстова и познат по атмосфери на наступима, Six Pack је један од првих домаћих андерграунд бендова који су пробили границе Србије. Већ 1995, непуних годину дана од настанка, одсвирао је мини-турнеју по Грчкој. Године 1998. био је на тронедељној турнеји по Холандији. Често наступа и по бившим југословенским републикама.

## Чланови

### Садашњи
- Милан Радојевић [а] — гитара, вокал
- Бранко Митровић — гитара
- Ђорђе Палигорић [б] — бас-гитара
- Милош Новаковић — бубањ

### Бивши
- Драган Бојић — гитара
- Владимир Чупић — бас-гитара
- Саша Богдановић — вокал
- Милош Марковић — гитара

## Дискографија

### Студијски албуми
- Претња или молитва? (1995)
- Фабричка грешка (1996)
- Минут ћутања (2000)
- (2004)
- (2008)
- Епицентар (2011)

### Компилације
- Фабричка грешка + Претња или молитва (2000)

### Учешћа на компилацијама
- — Пакет аранжман панк обраде (1998) — песме Suffer и Анђели нас зову да им скинемо крила
- Ала пени брате вајз (2003) — песме У љубав верујем (Оловке сломљеног срца), Не знам ни сам, Минус и плус и Виша сила
- (2016) — песма Мегафон
- За тебе: A Tribute to KUD Idijoti (2017) — песма Бепо, врати се